# Mișcarea Me Too
Mișcarea Me Too (sau „#MeToo” sau „#ȘiEu”, cu alternative locale în alte limbi) este o mișcare internațională împotriva hărțuirii și violenței sexuale.  
MeToo s-a răspândit viral în octombrie 2017 ca un hashtag folosit pe social media pentru a ajuta la demonstrarea prevalenței pe scară largă a agresiunii și a hărțuirii sexuale, mai ales la locul de muncă. A urmat curând după revelarea publică a acuzațiilor de hărțuire sexuală  împotriva lui Harvey Weinstein.
Expresia a fost popularizată de Alyssa Milano, atunci când ea le-a încurajat pe femei să „tweeteze” despre asta pentru „a sugera oamenilor amploarea problemei”. Răspunsul pe Twitter a inclus postări relevante ale mai multor celebrități, printre care Gwyneth Paltrow, Ashley Judd, Jennifer Lawrence, și Uma Thurman.
Mișcarea Me Too a fost aleasă ca Persoana Anului în 2017.

## Impactul și stadiul actual
Sintagma „#MeToo” a fost postată de către Milano, în jurul prânzului, pe 15 octombrie 2017 și a fost folosită de mai mult de 200.000 de ori până la sfârșitul zilei, și de mai mult de 500.000 de ori pe 16 octombrie. Pe Facebook, hashtag-ul a fost folosit de mai mult de 4,7 milioane de persoane în 12 milioane de postări în primele 24 de ore. Platforma a raportat că 45% dintre utilizatorii din Statele Unite au avut cel puțin o prietenă sau un prieten care a postat folosind sintagma „#MeToo”.

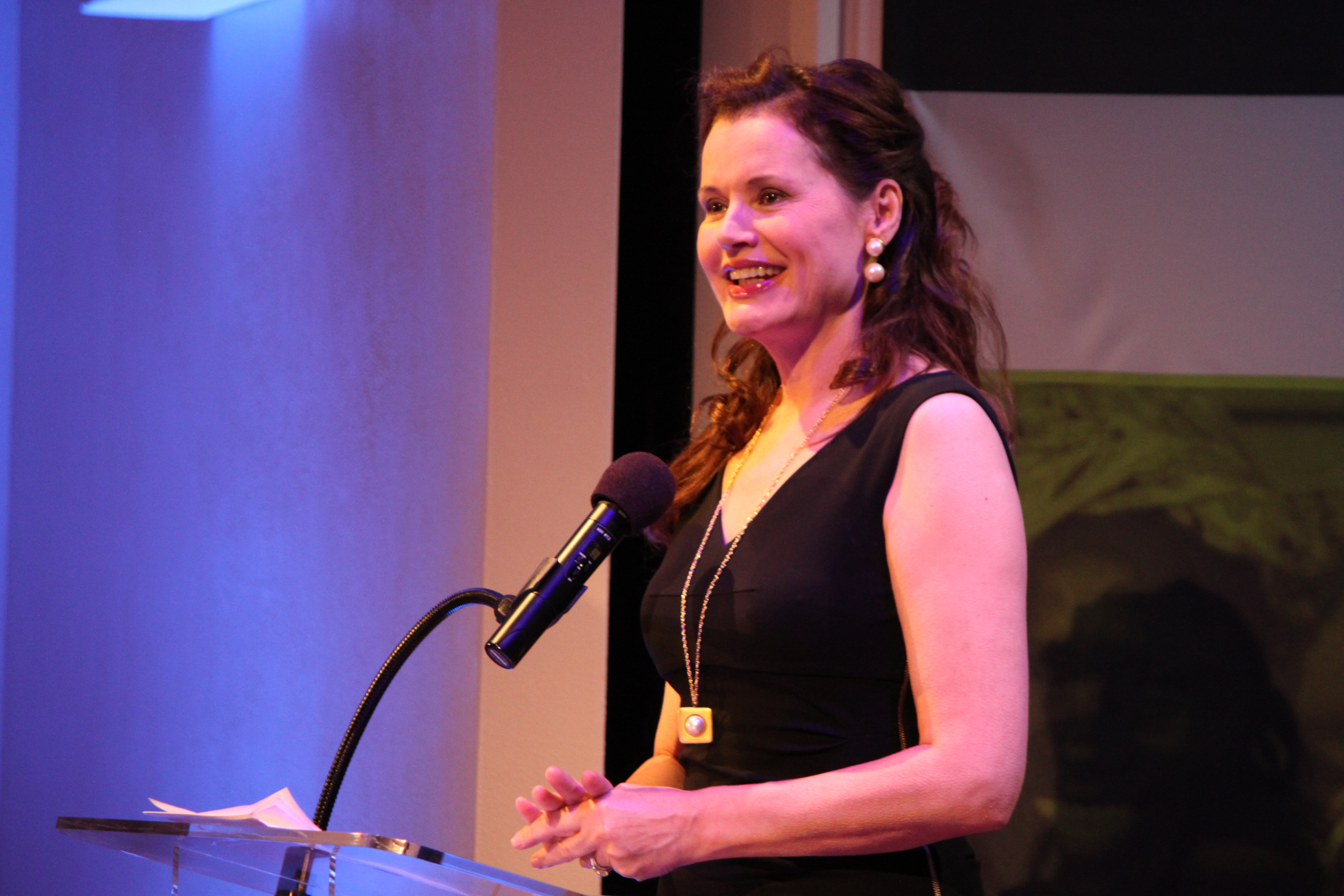
Actrita Geena Davis într-un discurs la Obiectivele de Dezvoltare ale Mileniului.

## Răspuns internațional
Hashtag-ul s-a manifestat ca tendință în cel puțin 85 de țări, inclusiv India, Pakistan și Marea Britanie. Parlamentul European a convocat o sesiune ca răspuns direct la campania #MeToo, după ce a dat naștere la acuzații de abuz în Parlament și în birourile Uniunii Europene din Bruxelles.

### Lista alternativelor naționale de hashtag

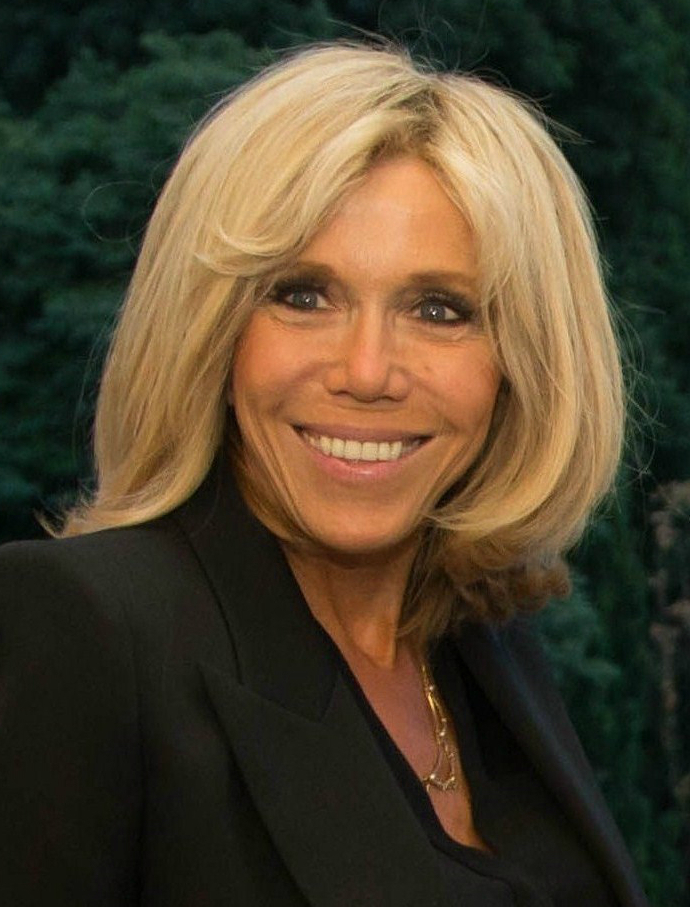
Brigitte Macron, soția președintelui Franței și-a exprimat sprijinul față de mișcare

- Arabia: أنا_كمان# (rom: ȘiEu)[18]
- , French-speaking areas: #MoiAussi (rom: ȘiEu)[19]
- : #我也是 and #WoYeShi (rom: ȘiEu)[20]
- : #memyös (rom: ȘiEu)
- : #balanceTonPorc (rom: Dă-l în gât pe Porcul Tău)[21][22]
- : من_هم_همینطور# (rom: ȘiEu)
- : #QuellaVoltaChe (rom: ÎnVremeaAceeaCând))
- : גםאנחנו# (rom: ȘiEu)
- : #私も and #WatashiMo (rom: ȘiEu)
- : #СегаКажувам (rom: SpunețiAcum)
- : #stilleføropptak (en: SilentUntilRecorded), #nårdansenstopper (en: WhentheDanceStops), #nårmusikkenstilner (rom: CândMuzicaTace)
- : #Ятоже (en: MeToo)
- : #나도당했다 (rom: ȘiEu)
- : #YoTambién (rom: ȘiEu) (: #JoTambé) (: #NiEre)
- : #我也是 and #WoYeShi (rom: ȘiEu)
- : #TôiCũngVậy rom: ȘiEu)